# 동행 (텔레비전 프로그램)
《동행》은 KBS 1TV에서 매주 토요일 오후 6시에 방송 중인 사회 공헌 프로그램이다.

## 기획 의도
자활 의지로 희망의 끈을 놓지 않는 이웃들, 그들의 치열한 삶의 현장을 함께 하며 이를 통해 사회적 안전망에 대해 면밀히 점검해 보고 더불어서 우리 사회가 가진 공동체의 애틋함이 불러오는 놀라운 변화를 통해 한 사람의 작은 관심이 얼마나 큰 역할을 할 수 있는지 되짚어보는 사회 공헌 프로그램

## 방송 시간
| 방송 채널 | 프로그램명    | 방송 기간                         | 방송 시간                            | 비고 |
| --------- | ------------- | --------------------------------- | ------------------------------------ | ---- |
| KBS 1TV   | 현장르포 동행 | 2007년 11월 8일 ~ 2010년 6월 24일 | 매주 목요일 밤 11시 30분 ~ 12시 15분 |      |
| KBS 1TV   | 현장르포 동행 | 2010년 7월 8일 ~ 2010년 12월 23일 | 매주 목요일 밤 11시 30분 ~ 12시 20분 |      |
| KBS 1TV   | 현장르포 동행 | 2011년 1월 6일 ~ 2013년 6월 27일  | 매주 목요일 밤 11시 40분 ~ 12시 25분 |      |
| KBS 1TV   | 현장르포 동행 | 2013년 7월 6일 ~ 2013년 12월 28일 | 매주 토요일 오전 11시 15분 ~ 12시    |      |
| KBS 1TV   | 동행          | 2015년 1월 3일 ~ 2015년 12월 26일 | 매주 토요일 저녁 6시 ~ 7시           |      |
| KBS 1TV   | 동행          | 2016년 1월 9일 ~ 2017년 6월 24일  | 매주 토요일 저녁 6시 15분 ~ 7시      |      |
| KBS 1TV   | 동행          | 2017년 7월 8일 ~ 2018년 6월 30일  | 매주 토요일 낮 12시 15분 ~ 1시       |      |
| KBS 1TV   | 동행          | 2018년 7월 7일 ~ 2018년 12월 29일 | 매주 토요일 저녁 6시 ~ 6시 50분      |      |
| KBS 1TV   | 동행          | 2019년 1월 5일 ~ 현재             | 매주 토요일 저녁 6시 ~ 6시 55분      |      |

## 내레이션
- 방송그후 : 김기만 (남) - KBS의 27기 공채 서울본국 아나운서실 차장[3]

## 경쟁 프로그램
- 바다 건너 사랑 3 (KBS 1TV)
- 세상에서 가장 아름다운 여행 (SBS TV)